# غرينيتش (كونيتيكت)
غرينيتش (بالإنجليزية: Greenwich, Connecticut) (وتُنطق: /ˈɡrɛnɪtʃ/ "غْرِنِتش")، هي بلدة تقع في أقصى جنوب غرب مقاطعة فيرفيلد بولاية كونيتيكت الأمريكية. بلغ عدد سكانها 63,518 نسمة وفقًا لتعداد عام 2020، مما يجعلها أكبر بلدة على الساحل الذهبي الثري للولاية. تشتهر غرينيتش بكونها مقرًا لعدد كبير من صناديق التحوط وشركات الخدمات المالية، ويرجع ذلك إلى بيئتها السكنية الراقية وقربها من مدينة نيويورك.
تُعد البلدة جزءًا رئيسيًا من منطقة الإحصاء الحضرية بريدجبورت–ستامفورد–نورواك–دانبري، التي تشمل جميع أنحاء مقاطعة فيرفيلد، كما تُصنف ضمن منطقة نيويورك الحضرية الكبرى ومنطقة التخطيط لغرب كونيتيكت. وتمثل غرينيتش أبعد نقطة جنوبية غربية في كل من ولاية كونيتيكت ومنطقة نيو إنغلاند المكوّنة من ست ولايات. استمدت اسمها من بلدة غرينيتش الملكية الواقعة في لندن بالمملكة المتحدة.

## المناخ
يظهر الجدول التالي التغييرات المناخية على مدار السنة لغرينيتش:
| البيانات المناخية لـغرينيتش       | البيانات المناخية لـغرينيتش | البيانات المناخية لـغرينيتش | البيانات المناخية لـغرينيتش | البيانات المناخية لـغرينيتش | البيانات المناخية لـغرينيتش | البيانات المناخية لـغرينيتش | البيانات المناخية لـغرينيتش | البيانات المناخية لـغرينيتش | البيانات المناخية لـغرينيتش | البيانات المناخية لـغرينيتش | البيانات المناخية لـغرينيتش | البيانات المناخية لـغرينيتش | البيانات المناخية لـغرينيتش |
| الشهر                             | يناير                       | فبراير                      | مارس                        | أبريل                       | مايو                        | يونيو                       | يوليو                       | أغسطس                       | سبتمبر                      | أكتوبر                      | نوفمبر                      | ديسمبر                      | المعدل السنوي               |
| --------------------------------- | --------------------------- | --------------------------- | --------------------------- | --------------------------- | --------------------------- | --------------------------- | --------------------------- | --------------------------- | --------------------------- | --------------------------- | --------------------------- | --------------------------- | --------------------------- |
| متوسط درجة الحرارة الكبرى °ف (°م) | 35 (2)                      | 39 (4)                      | 47 (8)                      | 58 (14)                     | 69 (21)                     | 77 (25)                     | 82 (28)                     | 80 (27)                     | 73 (23)                     | 62 (17)                     | 51 (11)                     | 40 (4)                      | 59 (15)                     |
| متوسط درجة الحرارة الصغرى °ف (°م) | 21 (−6)                     | 23 (−5)                     | 29 (−2)                     | 39 (4)                      | 49 (9)                      | 59 (15)                     | 64 (18)                     | 63 (17)                     | 55 (13)                     | 44 (7)                      | 36 (2)                      | 27 (−3)                     | 42 (6)                      |
| الهطول إنش (مم)                   | 4.32 (110)                  | 3.24 (82)                   | 4.73 (120)                  | 4.44 (113)                  | 4.58 (116)                  | 3.77 (96)                   | 3.72 (94)                   | 4.00 (102)                  | 4.70 (119)                  | 4.17 (106)                  | 4.47 (114)                  | 4.31 (109)                  | 50.45 (1٬281)               |
| متوسط تساقط الثلوج إنش (سم)       | 7.7 (20)                    | 8.3 (21)                    | 4.9 (12)                    | 1.2 (3.0)                   | 0 (0)                       | 0 (0)                       | 0 (0)                       | 0 (0)                       | 0 (0)                       | 0 (0)                       | 0.4 (1.0)                   | 5.2 (13)                    | 28 (71)                     |
| المصدر #1: Weather Channel        |                             |                             |                             |                             |                             |                             |                             |                             |                             |                             |                             |                             |                             |
| المصدر #2: WeatherDB              |                             |                             |                             |                             |                             |                             |                             |                             |                             |                             |                             |                             |                             |

## أعلام
- باربرا توكمان
- غلين كلوز
- ماري تايلر مور
- كورت ماسور